# IC 2495
IC 2495 ist eine Spiralgalaxie vom Hubble-Typ Sab im Sternbild Löwe an der Ekliptik. Sie ist schätzungsweise 448 Millionen Lichtjahre von der Milchstraße entfernt.
Das Objekt wurde am 30. April 1896 von Stéphane Javelle entdeckt.